# Вина, Инонге
Инонге Мутуква Вина (англ. Inonge Mutukwa Wina) — государственный и политический деятель Замбии. В 2015 году заняла должность вице-президента страны, став первой женщиной на этом посту.

## Биография
Родилась 2 апреля 1941 года в деревне Суибумбу, Северная Родезия. Окончила колледж в американском городе Санта-Моника, затем продолжила обучение в Университете Замбии. Имеет ученые степени в истории и социологии. После окончания университета работала волонтёром в общественных организациях. 
В 2001 году была избрана в парламент Замбии от партии Патриотический фронт, но потеряла своё кресло на следующих выборах. После выборов 2011 года вновь была избрана в парламент от Патриотического фронта и вошла в кабинет президента Майкла Саты как министр по делам вождей (2011-2012). На Международный день 8 марта 2014 года было создано отдельное министерство по вопросам гендера и детей, которое она возглавила. 26 января 2015 года президент Замбии Эдгар Лунгу назначил её вице-президентом страны. В мае 2017 года Инонге Вина посетила с официальным визитом Мексику.